# 鹿沢ダム

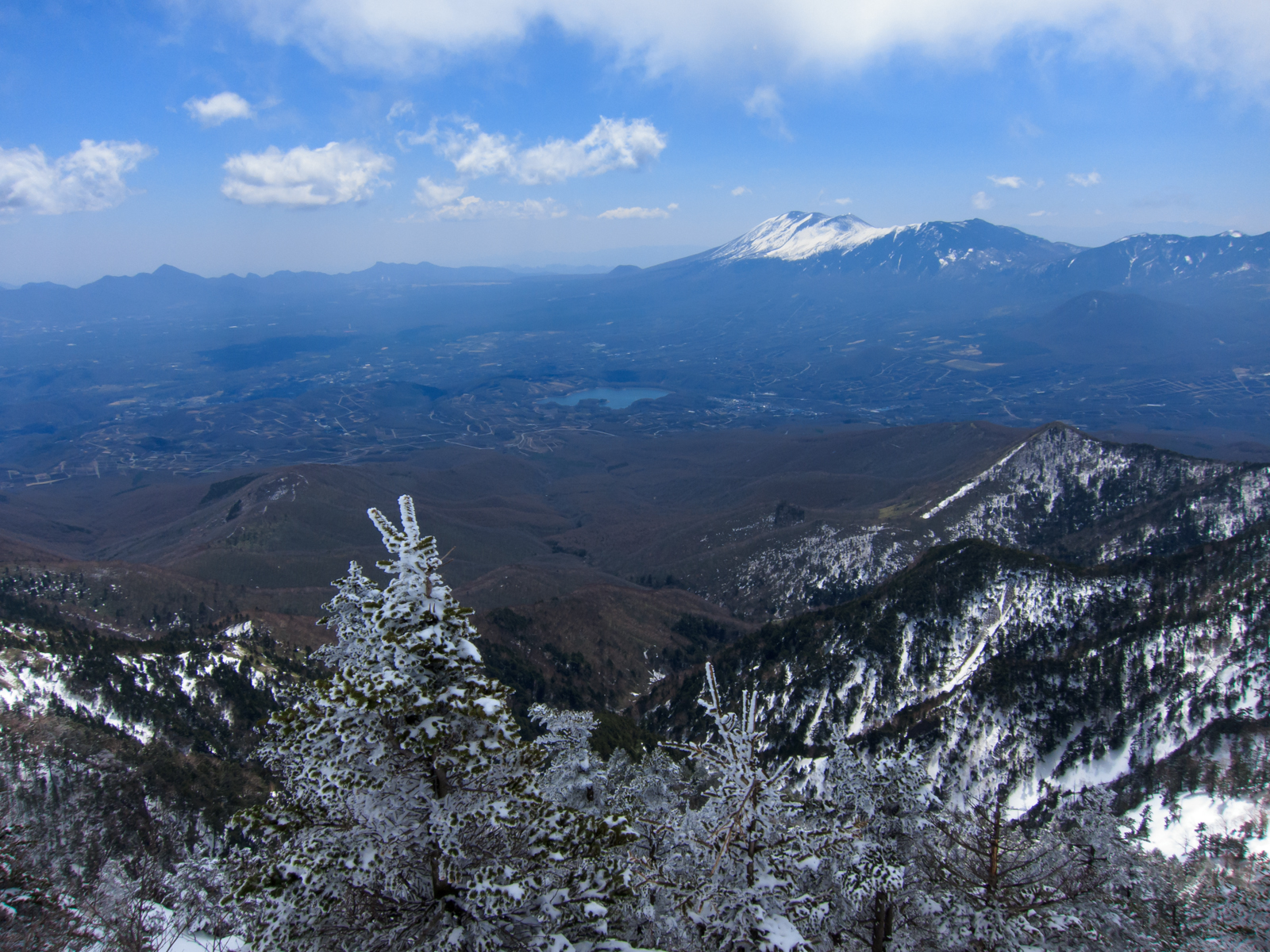
北北東四阿山から見た田代湖（中央）

鹿沢ダム（かざわダム）は、群馬県吾妻郡嬬恋村大字田代に建設されたダム。高さ18.2メートルのアースダムで、東京電力リニューアブルパワーの発電用ダムである。同社の水力発電所・鹿沢発電所に送水し、最大5,200キロワットの電力を発生する。ダム湖（人造湖）の名は田代湖（たしろこ）という。土木学会の「日本の近代土木遺産～現存する重要な土木構造物2800選」のひとつ。

## 歴史
利根川水系においては戦前より東京電燈を始めとする多くの電力会社によって鬼怒川を皮切りに電源開発が進められていった。群馬県内では吾妻川流域が比較的早期より開発されており、鹿沢発電所はその吾妻川の最上流部に位置している。吾妻川・大横川・大沢川より取水した水を一時的に貯水し、下流の鹿沢発電所に送るための調整池として取水口と発電所の中間部、田代地点に建設されたのが鹿沢ダムである。そこは吾妻川左岸（河道外）の段丘の上にある窪地で、かつて四阿山が噴火した際、ここまで溶岩流が達したといわれている。
鹿沢ダム建設工事は1925年（大正14年）より着手し、1926年（大正15年・昭和元年）に完成した。ダム堤体内部にコンクリートで出来た水を遮る壁（遮水壁）がある。ダム湖を取り囲むかたちを取っているため堤頂長（ダムの長さ）も981.8メートルと非常に長く、一見すると土手に見える部分もダムの一部である。こうした特異性から土木学会により「日本の近代土木遺産～現存する重要な土木構造物2800選」に選ばれている。
鹿沢ダムならびに鹿沢発電所は1939年（昭和14年）に「電力統制法」による電力国家統制策で誕生した日本発送電に接収され、戦後の1951年（昭和26年）、電力事業再編令によって日本発送電が分割され、東京電力に移管された。2020年（令和2年）4月、東京電力リニューアブルパワーに移管され、現在に至る。

## 周辺
鹿沢ダムへは渋川市から国道144号を嬬恋方面へ直進し、新田代橋交差点を右折すると到着する。ダム湖である田代湖は、地図などで見ると鹿沢ダムの表記が無いことが多いために天然湖に見られやすい。田代湖は発電による水位の変動が激しく、危険を伴うことから一般の立入は制限されている。なお、新潟県にも同名の湖があり、こちらは電源開発（Jパワー）が管理する奥清津発電所の上池・カッサダム湖の名である。
湖ではワカサギが多く生息しており、群馬県吾妻漁業協同組合では田代湖のワカサギを利用した採卵事業を行っている。これは管理者である東京電力の許可を得て行っているもので、毎年定置網でワカサギを収穫し、採卵を行う。ワカサギの採卵事業は諏訪湖や網走での事業が有名だが、田代湖も有名である。この三地点で採取されたワカサギの卵は全国各地のワカサギ釣りのスポットや漁業協同組合に流通され、養殖されている。冬の風物詩であるワカサギ釣りを陰で支える存在でもある。このほか田代湖ではダム完成直後の1935年（昭和10年）に試験的にブラックバスが放流された湖でもある。
周辺は観光名所が密集しており、草津温泉・万座温泉・鹿沢温泉・新鹿沢温泉などの温泉群や浅間山・鬼押出し園・吾妻渓谷といった名勝があり、鹿沢スノーエリアといったスキー場も近い。田代湖より西の鳥居峠を越えるとリゾート地として有名な長野県・菅平高原である。